# Eithne
 (signalé en juin 2025).
Si vous disposez d'ouvrages ou d'articles de référence ou si vous connaissez des sites web de qualité traitant du thème abordé ici, merci de compléter l'article en donnant les références utiles à sa vérifiabilité et en les liant à la section « Notes et références ».
- Archive Wikiwix
- Bing
- Cairn
- DuckDuckGo
- E. Universalis
- Gallica
- Google
- G. Books
- G. News
- G. Scholar
- Persée
- Qwant
- (zh) Baidu
- (ru) Yandex
- (wd) trouver des œuvres sur Wikidata

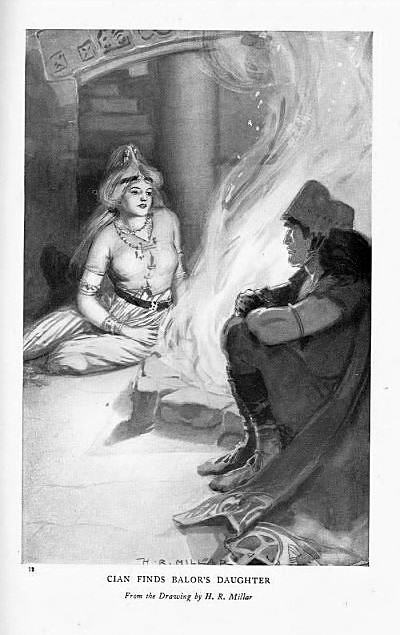
Eithne et Cian

Dans la mythologie celtique irlandaise Eithne est une divinité de premier rang que l’on retrouve sous différentes graphies : Ethle, Eithliu, Eithlenn, Eblend et elle n’est pas sans rapport avec Étain.
Selon les textes narratifs irlandais, elle est la fille de Delbaeth qui est le chaos primordial. Elle est l’épouse de Lug, le dieu suprême des Tuatha Dé Danann et aussi sa mère puisqu’elle est la mère de tous les dieux.
Ce nom est porté par plusieurs divinités ou femmes mythiques.

Accessoirement, elle est devenue la représentation poétique de l’Irlande.